# Puck Donker
Puck Donker  (Kapelle, 11 augustus 2000) is een voetbalspeelster uit Nederland. Ze speelt als verdediger voor Telstar.

## Carrière
Donker speelde in de jeugd bij Fortuna Wormerveer. Vervolgens kwam ze in de jeugdopleiding van VV Alkmaar. In 2019 werd ze overgeheveld naar de hoofdmacht van de Alkmaarders. 
Op 3 november 2019 maakte Donker haar debuut voor VV Alkmaar in de Vrouwen Eredivisie in een uitwedstrijd tegen PSV door in de 68ste minuut in te vallen voor Samya Hassani. Haar eerste doelpunt maakte Remijnse in een met 1-3 verloren thuiswedstrijd tegen Sc Heerenveen op 31 januari 2023.
Op 13 juni 2022 werd bekend dat Donker de overstap maakt naar Telstar, dat in het seizoen 2022/23 terugkeerde in de Vrouwen Eredivisie.
In een uitwedstrijd tegen ADO Den Haag maakte Donker haar debuut voor Telstar. Sindsdien heeft Donker een vaste basisplaats bij de club uit Velsen-Zuid.
Op 26 mei 2023 verlengde Donker haar contract bij Telstar tot medio 2025.

## Statistieken
| Seizoen | Club       | Competitie | Competitie | Competitie | Beker | Beker | Overig | Overig | Totaal | Totaal |
| Seizoen | Club       | Competitie | Wed.       | Dlp.       | Wed.  | Dlp.  | Wed.   | Dlp.   | Wed.   | Dlp.   |
| ------- | ---------- | ---------- | ---------- | ---------- | ----- | ----- | ------ | ------ | ------ | ------ |
| 2019/20 | VV Alkmaar | Eredivisie | 1          | 0          | 0     | 0     | 0      | 0      | 1      | 0      |
| 2022/23 | Telstar    | Eredivisie | 20         | 0          | 0     | 0     | 0      | 0      | 20     | 0      |
| 2023/24 | Telstar    | Eredivisie | 11         | 0          | 0     | 0     | 0      | 0      | 11     | 0      |
| Totaal  | Totaal     | Totaal     | 32         | 0          | 0     | 0     | 0      | 0      | 32     | 0      |

Bijgewerkt t/m 9 januari 2024.